# Opcvm nourricier
Un OPCVM est dit « nourricier » lorsque son actif est investi à 85% et en permanence en parts ou actions d'un seul OPCVM (le « maître »), en instruments financiers à terme et en liquidités.